# Ormosia praecisa
Ormosia praecisa là một loài ruồi trong họ Limoniidae. Chúng phân bố ở miền Cổ bắc.